# 늪평역
늪평역(늪坪驛)은 조선민주주의인민공화국 량강도 혜산시 강구동에 위치한 북부내륙선의 역이다.

## 연혁
- 1987년 11월 27일[1] : 운봉 - 자성, 후주청년 - 혜산청년 구간 개통과 함께 영업 개시[2]